# Morderstwo w Orient Expressie (film 2017)
Morderstwo w Orient Expressie (ang. Murder on the Orient Express) – amerykańsko-brytyjski film kryminalny z 2017 roku w reżyserii Kennetha Branagha, zrealizowany na podstawie powieści z 1934 roku pod tym samym tytułem autorstwa Agathy Christie. Film jest czwartą adaptacją powieści Christie, poczynając od filmu z 1974 roku, filmu telewizyjnego z 2001 roku, a kończąc na serialu telewizyjnym Poirot. Wyprodukowany przez wytwórnię 20th Century Fox.
Premiera filmu odbyła się w Stanach Zjednoczonych 10 listopada 2017, a w Polsce 24 listopada 2017 roku.

## Fabuła
Po rozwiązaniu skomplikowanej zagadki kryminalnej belgijski detektyw Herkules Poirot (Kenneth Branagh) wyrusza na wymarzone wakacje do Stambułu, gdzie spotyka się z dawno niewidzianym przyjacielem Boucem. Wkrótce okazuje się, że Poirot nie może zrealizować swoich urlopowych planów – dostaje telegram wzywający go do Londynu. Bouc, świeżo upieczony szef luksusowego pociągu Orient Express, proponuje Herkulesowi trzydniową podróż do Paryża, skąd wąsatemu detektywowi będzie już łatwiej dotrzeć do Anglii. Jednym z jego współpasażerów jest arogancki milioner Samuel Ratchett (Johnny Depp), który od jakiegoś czasu dostaje listy z pogróżkami. Mężczyzna oferuje Poirotowi bajońską sumę za wykrycie ich autora. Zdegustowany grubiańskim zachowaniem bogacza Belg odmawia. Następnego dnia Ratchett zostaje znaleziony martwy w swoim przedziale.

## Obsada
- Kenneth Branagh jako Herkules Poirot
- Penélope Cruz jako Pilar Estravados
- Willem Dafoe jako Gerhard Hardman
- Judi Dench jako księżna Dragomiroff
- Johnny Depp jako Samuel Ratchett
- Josh Gad jako Hector MacQueen
- Derek Jacobi jako Edward Henry Masterman
- Leslie Odom Jr. jako doktor Arbuthnot
- Michelle Pfeiffer jako Caroline Hubbard
- Daisy Ridley jako Mary Debenham
- Lucy Boynton jako hrabina Elena Andrenyi
- Tom Bateman jako Bouc

## Produkcja
Zdjęcia do filmu kręcono w Londynie (Wielka Brytania), w Dolinie Aosty (Włochy), w kantonie Lucerna (Szwajcaria) oraz w Valletcie (Malta).

## Odbiór

### Box office
Z dniem 20 listopada 2017 roku film Morderstwo w Orient Expressie zarobił łącznie $53,3 miliony dolarów w Stanach Zjednoczonych i Kanadzie, a $96,5 milionów w pozostałych państwach; łącznie $149,8 milionów, w stosunku do budżetu produkcyjnego $55 milionów.

### Krytyka w mediach
Film Morderstwo w Orient Expressie spotkał się z mieszanymi recenzjami od krytyków. Agregujący recenzje filmowe serwis Rotten Tomatoes, w oparciu o sto dziewięćdziesiąt siedem omówień, okazał obrazowi 58-procentowe wsparcie (średnia ocena wyniosła 6,1 na 10). Na portalu Metacritic średnia ocen z 41 recenzji wyniosła 52 punkty na 100.